# Zamia wallisii
Zamia wallisii là một loài thực vật hạt trần trong họ Zamiaceae. Loài này được A.Braun miêu tả khoa học đầu tiên năm 1875. Chúng là loài đặc hữu ở Colombia, nhưng đang bị đe dọa do mất môi trường sống.